# 19. Grenadier-Division
Die 19. Grenadier-Division war eine deutsche Infanteriedivision im Zweiten Weltkrieg.

## Geschichte

### Aufstellung
Die Division wurde am 8. August 1944 bei Esbjerg in Dänemark durch den Wehrkreis IX im Rahmen der 30. Aufstellungswelle aus der mit der 28. Aufstellungswelle ab dem 4. Juli 1944 in der Aufstellung befindlichen Schatten-Division Jütland aufgestellt. Für die Aufstellung wurde auch die im Juli 1944 fast vollständig aufgeriebene 19. Luftwaffen-Sturm-Division eingesetzt, die aus Italien zugeführt wurde und Mitte August 1944 dann aufgelöst wurde. Standort der 19. Grenadier-Division war Fulda. Bei der Gliederung wurde auf die Nummern der Regimentern der 1940 aufgelösten 19. Infanterie-Division zurückgegriffen. Die Unterstellung erfolgte unter den Wehrmachtsbefehlshaber Dänemark. 

### Verlegung in die Saarpfalz
Ab September 1944 war die Division in der Saarpfalz bei der Heeresgruppe B eingesetzt und der 1. Armee zugeordnet.

## 19. Volksgrenadier-Division

### Aufstellung durch Umbenennung
Am 9. Oktober 1944 wurde die Division in 19. Volksgrenadier-Division umbenannt. Die Unterstellung blieb dabei bis Kriegsende erhalten. Am 9. November 1944 erfolgte die Eingliederung des Ersatz- und Ausbildungsbataillons 463, welches dem Wehrkreis XII als Walküreeinheit angehörte. Im gleichen Monat erfolgte der Rückzug über die Mosel. Zu diesem Zeitpunkt besaß die Division noch 8.500 Mann.

### Eingliederung der Reste der 77. ID
Ende des Jahres erfolgte ebenfalls die Aufnahme der entkommenen Angehörigen der ehemalige 77. Infanterie-Division, welche in der Normandie und u. a. bei Cherbourg und bei St. Malo gekämpft hatten. 

### Kapitulation
Erst im April 1945 zog sich die Division nach Franken zurück und ging hier in Kriegsgefangenschaft.

## Kommandeure
- Generalleutnant Walter Wißmath: von August 1944 bis 23. November 1944
- Oberst/Generalmajor Karl Britzelmayr: vom 23. November 1944 bis Kriegsende

## Gliederung
19. Grenadier-Division
- Grenadier-Regiment 59 mit zwei Bataillonen; aus dem Jäger-Regiment 38 (L)
- Grenadier-Regiment 73 mit zwei Bataillonen; aus dem Jäger-Regiment 37 (L)
- Grenadier-Regiment 74 mit zwei Bataillonen
- Artillerie-Regiment 719 mit vier Abteilungen; aus dem Stab und der II./Artillerie-Regiment 19 (L)
- Füsilier-Bataillon 119
- Pionier-Bataillon 119
- Panzerjäger-Abteilung 119
- Nachrichten-Abteilung 119
- Divisionseinheiten 119